# 基萨普半岛

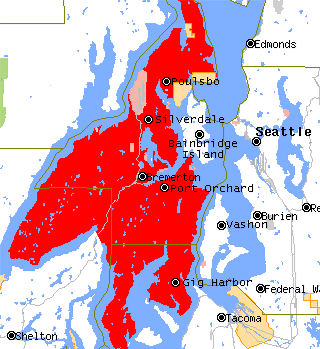
基萨普半岛在華盛頓州的位置

基萨普半岛（英語：Kitsap Peninsula）坐落于美国西北部华盛顿州西雅图的西面，与普吉特海湾隔湾相望。胡德峡湾将基萨普半岛与奥林匹克半岛相隔开来。美国海军的普吉特海军造船厂与基萨普海军基地均坐落于此。布雷默顿是最主要城市。